# Strømmen

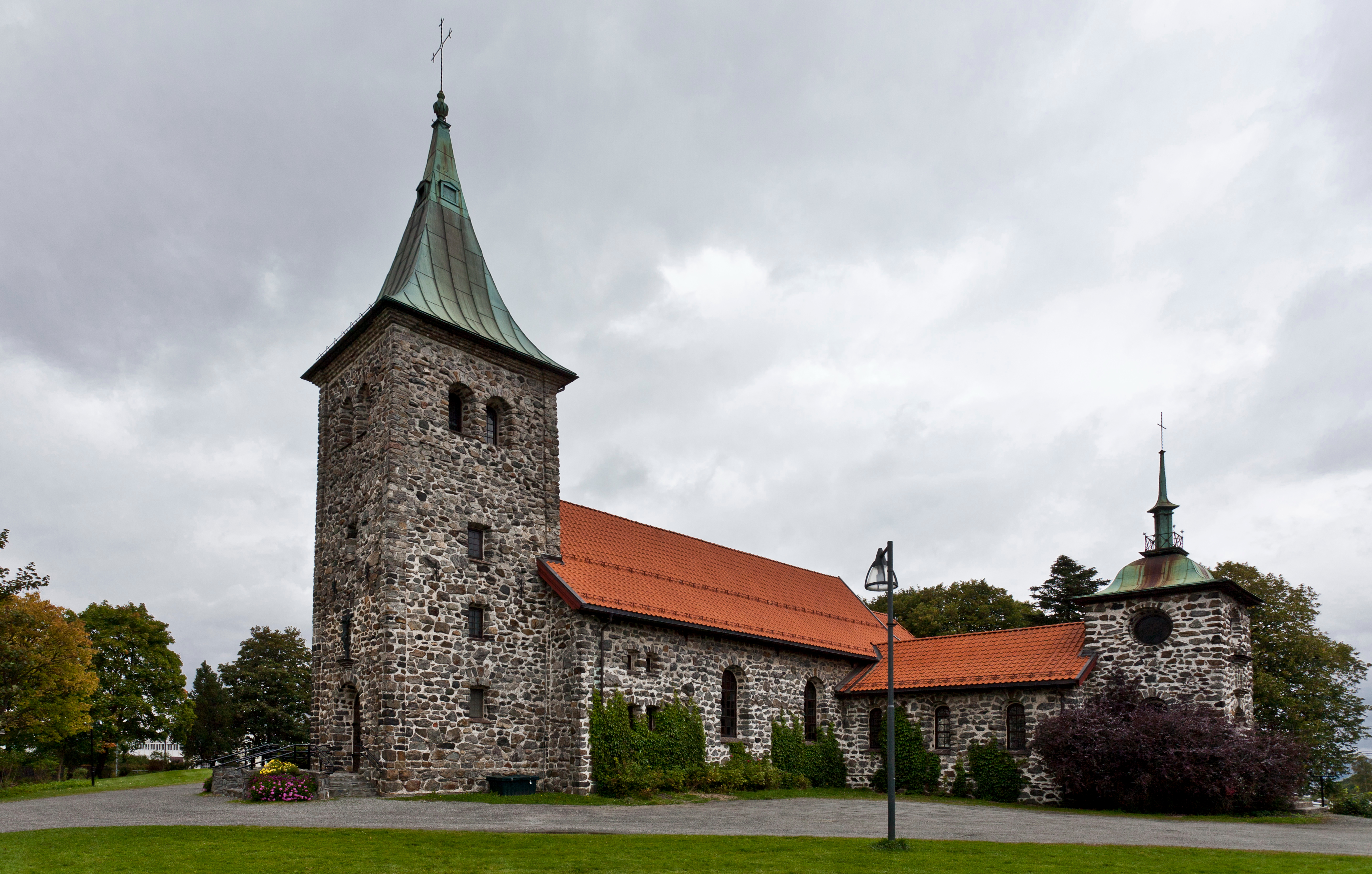
Die Kirche von Strømmen

Strømmen ist ein Ort in Norwegen, etwa 20 km östlich von Oslo gelegen. Der Ort gehört zur Kommune Lillestrøm in der Provinz Akershus, allerdings reichen Ausläufer von Strømmen in die Nachbargemeinden Lørenskog und Rælingen. Der Ort zählt zum Großraum Oslo.
Strømmen liegt an der Hovedbane, es ist die Heimat von Strømmen Storsenter, Norwegens größtem Einkaufszentrum, sowie von Strømmens Værksted, einem Waggonbau-Unternehmen und ehemaligen Automobilhersteller (Strømmen-Dodge).
Sehenswert ist die Kirche von Strømmen (norwegisch Strømmen kirke).
Norges Håndballforbund, der nationale Sportverband für den Handballsport in Norwegen, hat einen Sitz (Region Øst) in Strømmen. Der Fußballverein Strømmen IF kommt aus dem Ort und Lillestrøm SK Kvinner trägt Spiele im Stadion von Strømmen aus.

## Personen aus Strømmen
- Arild Andersen (* 1945), Jazz-Bassist
- Øystein Sørensen (* 1954), Historiker